# Ду Бала
Ду Бала (на португалски: Eduardo Roberto dos Santos, Едуардо Роберто дош Сантош, прякор Ду Бала, Du Bala, изговаря се най-близко до Едуарду Руберту душ Сантуш) е бразилски футболист.

## Кариера
Играе на поста Нападател. Пристига в България през 2005 г. и подписва договор с Беласица (Петрич). За два шампионата се превръща в основен голмайстор на тима. Преминава в състава на „люляците“ през януари 2008, привлечен от тогавашния старши треньор на отбора Миодраг Йешич. С Литекс е носител на купата на България за 2008 г. Има 3 мача в турнира за купата на УЕФА с Литекс. През сезон 2008/2009 преминава в Славия (София), а от началото на 2010 г. е в арменския Бананц.

## Статистика по сезони
- Беласица (Петрич) - 2005/2006 - А група, 12/5
- Беласица (Петрич) - 2006/2007 - А група, 22/10
- Беласица (Петрич) - 2007/2008 - А група, 15/5
- Литекс (Ловеч) - 2007/2008 - А група, 9/1
- Литекс (Ловеч) - 2008/2009 - А група, 7/0
- Славия (София) - 2008/2009 - А група, 14/4